# Henri Snykens
Henri Snykens (* 1854 in Brüssel; † unbekannt) war ein belgischer Genremaler der Düsseldorfer Schule.

## Leben
Snykens studierte in den Jahren 1871 bis 1885 an der Kunstakademie Düsseldorf. Dort waren Andreas Müller, Heinrich Lauenstein, Karl Müller, Eduard Gebhardt, Julius Roeting, Carl Ernst Forberg und Wilhelm Sohn seine Lehrer. 1884 stellte er in der Düsseldorfer Galerie Eduard Schulte aus, 1886 auf der Berliner Jubiläums-Ausstellung, 1888 und 1889 auf der Berliner Akademie-Ausstellung. 1896 erschien ein Werk Snykens’ in „Lepke’s Berliner Kunst-Ausstellung“. 1884 bis 1893 war Snykens Mitglied des Künstlervereins Malkasten.